# Вотське
Во́тське (рос. Вотское) — присілок у складі Слободського району Кіровської області, Росія. Входить до складу Бобінського сільського поселення.
Населення становить 9 осіб (2010, 14 у 2002).
Національний склад станом на 2002 рік — росіяни 100 %.